# NÁPOJA
NÁPOJA (Zdenko Razím) Hradec Králové II. byla firma, která vyráběla a stáčela ve Svobodných Dvorech nejprve sodovou vodu a limonády, později i pivo, víno a lihoviny.

## Historie
Sídlo této firmy se nacházelo u tzv. Andrlových domků ve Svobodných Dvorech, jež byly postaveny v roce 1928. Dům majitele Zdenko Razíma byl vystavěn v následujícím roce a od tohoto roku také začala působit jeho firma, která nejdříve vystupovala pod názvem Hostinská sodovkárna "Nápoja" Hradec Králové II. - Svobodné Dvory, posléze jako První Královéhradecká tovární výroba na přírodní limonády a destilovanou sodovou vodu NÁPOJA Hradec Králové II. - Svobodné Dvory, přičemž udělení povolení k stáčení piva a k výrobě sodovek bylo oznámeno na schůzi obecního zastupitelstva 23. května 1929.
Zabývala se výrobou sodové vody a limonád, ale měla i stáčírnu piva a sklad lahvového piva, likérů, lihovin i vína. Kdy zanikla není přesně známo, ale ještě 29. dubna 1938 se její inzerát objevuje v týdeníku Rozhledy a uvedena je i v Adresáři Protektorátu Čechy a Morava pro průmysl, živnosti, obchod a zemědělství. Firma ukončila činnost někdy po příchodu komunistů k moci, kdy byl likvidován veškerý živnostenský stav.